# Bessie Smith
Bessie Smith (Chattanooga, Tennessee, 1894. április 15. – Clarksdale, Mississippi, 1937. szeptember 26.) amerikai bluesénekes.

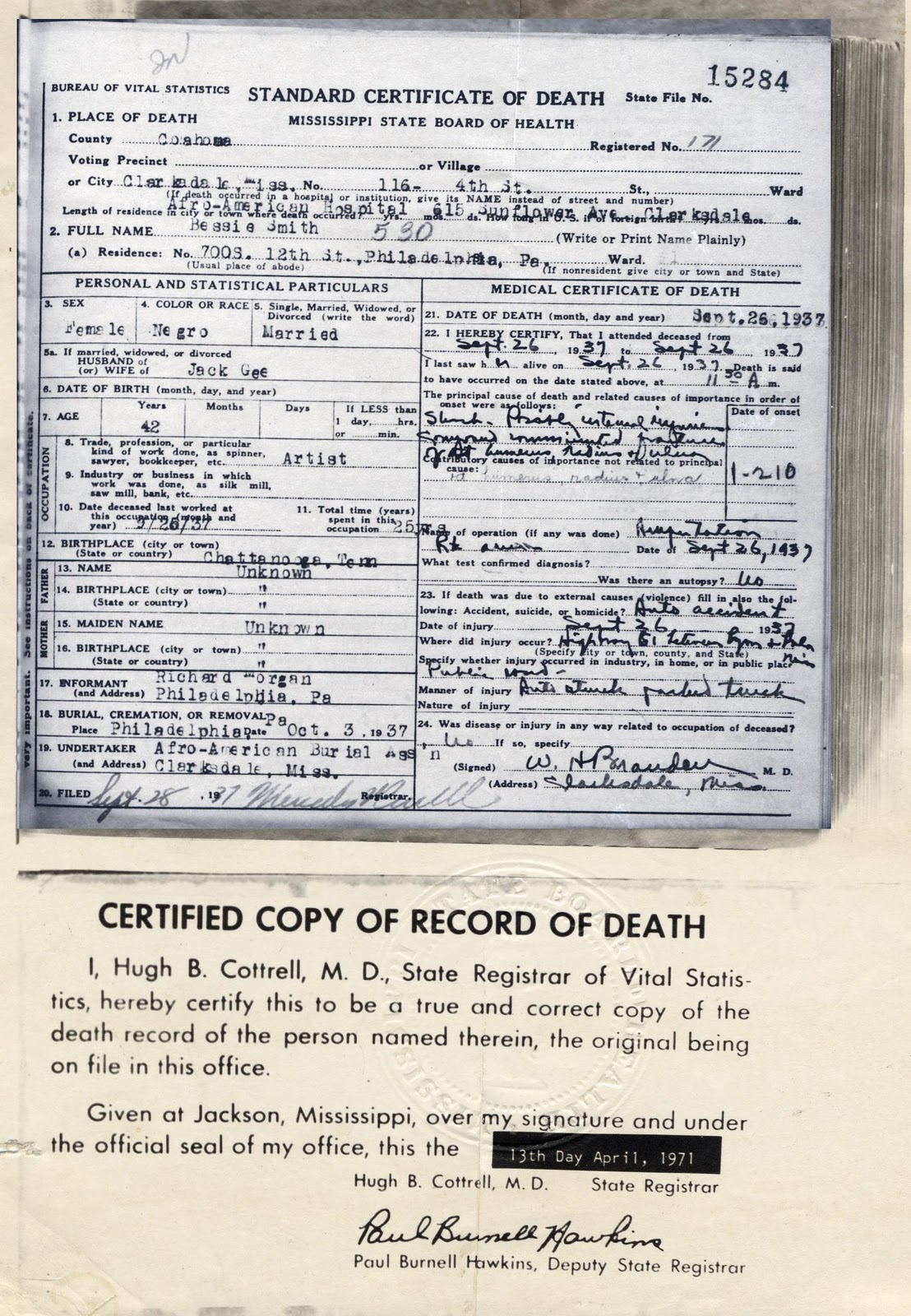
Halotti bizonyítvány

## Életútja
Szülei korai halála miatt egyik nővére nevelte, Clarence bátyja énekelni és táncolni tanította. Csekély fizetség ellenében már kislányként Chattanooga utcáin énekelt. Később bekerült egy vándor színtársulatba, ahol táncolt. Itt szerepelt Ma Rainey is (egyike az első ismert blues-énekesnőknek), aki önzetlenül foglalkozott vele.
Smithnek 1918-ban már saját showműsora volt. Első lemeze, a Down Hearted Blues 1923-ban jelent meg és átütő sikert aratott (780 000 példány kelt el néhány hónap alatt). A következő tíz évben 160 felvételt készített, és igen jól keresett.
Gyakran együtt lépett fel Fletcher Hendersonnal, Louis Armstronggal, Coleman Hawkins-szal. Armstronggal közösen vették lemezre a St. Louis Bluest, és az azonos című rövidfilmben is szerepelt. Közben – főleg az amerikai délen – koncertjei mellett színpadon is sikeres volt.
A harmincas évek elején lemezeladásai erősen megcsappantak, mert akkor már a szving hódított.

## Emlékezete
Fiatalon hunyt el egy autóbaleset következtében. Sokan feltételezték (köztük Edward Albee drámaíró is), hogy halálának közvetlen oka az volt, hogy a bőrszíne miatt több kórház egyszerűen megtagadta az ellátást a sérült énekesnőtől. Jeltelen sírba temették. Később Janis Joplin adott pénzt a sírkövére. J. D. Salinger Blue Melody c. novellája (1948) és Edward Albee Bessie Smith halála (1959) c. drámája is emléket állított alakjának. 2015-ben a HBO játékfilmet készített életéről, Bessie címmel Dee Rees rendezésében. Bessie Smith-et Queen Latifah énekesnő alakította.

## Lemezek
- Empress of the Blues 1923—1933 (Giants of Jazz)
- 1923 (Jazz Chronological Classics)
- 1923—1924 (Jazz Chronological Classics)
- 1924—1925 (Jazz Chronological Classics)
- 1927—1928 (Jazz Chronological Classics)
- 1928—1929 (Jazz Chronological Classics)
- 1929—1933 (Jazz Chronological Classics)
- 1923—1933 (Best of Jazz (FRA))
- 1925—1933 (Nimbus) — 1987
- Collection (Sony Music) — 1989
- The Complete Recordings Vol. 1 (2 CD, Sony Music) — 1991
- The Complete Recordings Vol. 2 (2 CD, Sony Music) — 1991
- The Complete Recordings Vol. 3 (2 CD, Sony Music) — 1992
- The Complete Recordings Vol. 4 (2 CD, Sony Music) — 1993
- Mama’s Got the Blues (Topaz Jazz) — 1994
- The Complete Recordings Vol. 5 — The Final Chapter (2 CD, Sony Music) — 1996
- Essential Bessie Smith (2 CD, Sony Music) — 1997
- Bessie Smith (Members Edition) — 1997
- Sings the Blues (Sony Music Special Products)
- Sings the Jazz (EPM / Jazz Erchives (FRA))
- Blue Sprit Blues (Drive (SWI))
- Empress of the Blues (Prism (UK))
- Empty Bed Blues (ASV / Living Era)
- Bessie’s Blues (HALLM M20259)
- Do Your Duty (TRO M57940)
- Masters (Eagle M58316)
- American Legends Vol. 14 (Laserlight)
- Vol. 3: 1923—1933 (L’Art Vocal)